# Thericlesiella
Thericlesiella is een geslacht van rechtvleugeligen uit de familie Thericleidae. De wetenschappelijke naam van dit geslacht is voor het eerst geldig gepubliceerd in 1964 door Descamps.

## Soorten
Het geslacht Thericlesiella omvat de volgende soorten:
- Thericlesiella granulata Descamps, 1977
- Thericlesiella meridionalis Sjöstedt, 1923